# Nicolas de Largillierre
Nicolas de Largillierre, né le 2 octobre 1656 à Paris, où il est mort le 20 mars 1746, est un peintre français. Il est l'un des portraitistes les plus réputés des XVIIe et XVIIIe siècles.

## Biographie
Fils d’un marchand chapelier, Largillierre passe son enfance à Anvers, où sa famille a emménagé en 1659. Il fut envoyé en Angleterre en 1665 chez un marchand londonien ayant pris intérêt à lui, pour y apprendre le commerce mais, voyant qu’il employait son temps à dessiner, son père, établi comme négociant en marchandises de France, le fit revenir au bout de vingt mois et se décida, malgré une vive répugnance, à lui permettre de suivre son penchant.

### Formation
Placé, à partir de 1668, en apprentissage à Anvers dans l’atelier du peintre Antoine Goubeau, peintre de paysages et de bambochades, qui lui transmit le goût de la couleur et du clair-obscur distinctif de l’école flamande, et l’employa, dès qu’il sut un peu manier le pinceau, à peindre les accessoires dans ses tableaux, les fruits, les fleurs, les poissons et les légumes. Voulant s’essayer à un morceau historique, Largillierre peignit secrètement une Sainte famille. Son maitre lui ayant demandé qui il avait copié, Largillierre lui répondit qu’il n’avait consulté que son génie. Dix-huit mois plus tard, Goubau lui déclara qu’il n’avait plus rien à lui enseigner. En 1673, il fut reçu franc-maître de la guilde de Saint-Luc de la ville d'Anvers.

### En Angleterre de 1675 à 1679
Il trouva le successeur de Van Dyck, Peter Lely auquel le patronage de Cromwell avait fait une large place parmi les courtisans. Surchargé de commandes, Lely, qui avait besoin d’aide, l’ajouta au nombre de ses collaborateurs qui peignaient les draperies, les accessoires et les fleurs de ses tableaux. Ayant déjà vu pratiquer la restauration des tableaux en Flandre, Lely le recommanda au surintendant des Bâtiments du roi d’Angleterre, qui lui donna plusieurs tableaux de maitres à restaurer, notamment des toiles destinées à la décoration du château de Windsor qui exigeaient de fréquents remaniements, des agrandissements et des retouches des tableaux, dont on modifiait alors le format en raison de la place qu’ils devaient occuper dans les appartements royaux. Sa dextérité à réparer les tableaux d’anciens maitres et à en repeindre certaines parties le fit remarquer du roi Charles II. Un jour, étonné de trouver tant de talent chez un garçon si jeune en voyant le plus endommagé de ces tableaux, un Amour endormi dont le jeune peintre avait repeint les jambes avec l’habileté d’un praticien consommé, il dit en français aux grands qui l’entouraient : 

« Regardez cet enfant, on ne croirait jamais, si on ne le voyait, car ce n’est qu’un enfant. »

 Il s’intéressa à lui et lui demanda de lui montrer des ouvrages entièrement de sa main : Largillierre en produisit trois qui suffirent à lui assurer aussitôt la faveur royale.
La fortune de Largillierre semblait établie à la cour d’Angleterre, et il pensait à s’établir à Londres, où il avait été si bien accueilli mais, à cette même époque, les querelles religieuses du pays se réveillèrent, lorsque le Parlement se mit à persécuter les catholiques, et les étrangers de cette confession reçurent l’ordre de partir. De retour à Paris en 1678, resté quatre ans en Angleterre, il se fit bientôt remarquer par quelques beaux portraits.

### Retour à Paris en 1679
A Londres, il avait connu Jan Frans van Bloemen, Jan Siberechts et le peintre et sculpteur Pieter van der Meulen, frère du fameux Adam François van der Meulen, alors le peintre historiographe de Louis XIV. À Paris, il alla voir van der Meulen aux Gobelins, lui donna des nouvelles de son frère et gagna son amitié par un superbe portrait, en échange duquel van der Meulen lui fit présent de son œuvre gravé : ce sont les estampes d’Audran, de Bonnart et de Boudewyns.
À la vue du portrait de van der Meulen, Charles Le Brun, premier peintre du roi, promit sa protection à Largillierre, qui parlait alors de retourner en Angleterre quand les circonstances le lui permettraient. Aussi, lorsque le surintendant des Bâtiments du roi d’Angleterre lui écrivit pour lui offrir la place de garde des tableaux du roi, Le Brun lui dit : « Pourquoi porter ses talents à l'étranger, quand on peut briller dans son pays », Largillierre renonça à repartir.
La réputation de Largillierre prit bientôt un grand essor. Désormais fixé en France, il ne quitta plus Paris qu’une seule fois : ce fut en 1685, à l’avènement au trône du roi Jacques II, à qui il ne put refuser d’aller faire son portrait et celui de la reine. Il fit le portrait du roi, revêtu d’une armure, avec une immense perruque et un panache de plumes sur son casque placé près de lui. Il fit aussi celui de la reine, qu’il para de dentelles et de brocart, celui du prince de Galles, de sir John Warner, de sa fille et de sa petite-fille. Son séjour à Londres fut de courte durée et Largillierre revint à Paris. Ce n’était pas un retour définitif car, sachant que la noblesse anglaise savait lui offrir des prix très rémunérateurs pour ses portraits, il reprit la route de Londres, où il s’aperçut bien vite que les peintres anglais lui marquaient une très vive hostilité, ce qui le décida à rentrer en France pour toujours.

### À la mode en France à partir de 1689
Revenu en France, il devient à partir de 1689 un des peintres les plus demandés et incarne la quintessence du peintre français réputé. Alternant les commandes officielles pour des ex-voto ou des allégories avec les portraits de la noblesse et de la haute bourgeoisie, son talent lui permet de gravir les échelons de la hiérarchie de l’Académie royale de peinture et de sculpture, où il est admis le 30 mars 1686, non seulement comme peintre de portraits, mais en qualité de peintre d’histoire, avec le portrait en pied de Le Brun (Paris, musée du Louvre) comme morceau de réception. Il fut nommé professeur adjoint le 4 juillet 1699, et professeur le 30 juin 1705, adjoint du recteur le 24 avril 1717, recteur le 10 janvier 1722, directeur le 5 juillet 1738 et enfin chancelier le 30 mai 1743. Il a pris part aux Salons de 1699 et 1704.
De Marguerite-Élisabeth Forest, la fille d’un peintre de paysages nommé Jean Forest, peintre du roi et officier en l’Académie, qu’il avait épousée en 1699, Largillierre eut deux filles et un fils : Élisabeth-Marguerite (1701) ; Marguerite-Élisabeth (1703) et Nicolas (1701-1742), conseiller au Châtelet, qui l’avait précédé dans la mort. Le portrait de son beau-père (palais des beaux-arts de Lille) où il reconnait sa dette envers Rembrandt, Rubens, Van Dyck, est curieux. Dans son Histoire des Peintres, Charles Blanc écrit à propos de ce tableau : « Forest était un homme original, fantasque. Son gendre se fit un plaisir de le peindre dans le bizarre costume qui lui était familier, d’autant plus qu’il devait être las d’avoir toujours devant les yeux les mêmes modèles, toujours des magistrats avec leurs perruques in-folio et des bourgeois avec leurs perruques à boudin. Il représenta donc son beau-père en cheveux courts avec une sorte de bonnet de margrave à fond de soie et une hongreline doublée de fourrure. Assis dans un fauteuil, la main, le sourcil en mouvement, l’œil mouillé, le portrait respire, il est vivant. Largillierre le fit graver à ses frais par Drevet père:6. »
Largillierre mourut paralytique dans le bel hôtel parisien qu’il s’était fait bâtir rue Geoffroy-l'Angevin, qu’il avait orné de paysages, de fleurs et de fruits, de plusieurs centaines de portraits et de quelques tableaux religieux. Il fut inhumé à Paris dans l’église Saint-Merri. Charles Blanc le décrit comme « plein de franchise et de gaité » et « aimé de tout le monde. »

## Œuvre
Largillierre est l’artiste le plus complet de sa génération. Ce peintre aux talents multiples était à l’aise aussi bien avec les natures mortes qu’avec les tableaux historiques, les paysages ou les portraits, sa maîtrise technique lui permettant de jouer avec les matières, les couleurs et les lumières sans en faire un exercice froid. S’il s’est signalé par quelques tableaux historiques, il s’adonna plus particulièrement, sans renoncer à la grande peinture, au genre du portrait, dans lequel il excellait, surtout ceux des femmes où il savait démêler, dans leur physionomie, les traits constituant à la fois la beauté et le caractère. Il pouvait, sans s’écarter du modèle, y découvrir des grâces inaperçues et faire valoir les beautés apparentes, de façon que les femmes étaient d’autant plus sensibles aux flatteries de son pinceau, qu’il semblait n’avoir exprimé que la vérité, et qu’ainsi en regardant leur portrait, on les trouvait ressemblantes avant de les trouver belles.
La ville de Paris ayant donné un repas à Louis XIV à l’occasion de sa convalescence, en 1687, voulut consacrer le souvenir de ce repas mémorable. Largillierre fut choisi pour le peindre, et, comme s’il eut compris ce que désiraient, au fond, les officiers du corps de ville, il fit leur portrait de grandeur naturelle au premier plan, leur prêta quelques gestes insignifiants, pour avoir l’occasion de peindre de belles mains à la Van Dyck, Louis XIV et sa cour n'apparaissant que sur un tableau accroché au mur. Ses portraits, dans la tradition flamande de Rubens et van Dyck, gardent toujours une vie et une sensibilité qui font de lui l’un des plus grands peintres du règne de Louis XIV et de la Régence. Il laisserait, à sa mort, 4 500 portraits.
Oublié aux dépens de son « rival » et ami Hyacinthe Rigaud qui aurait été le peintre attitré de la haute noblesse, Largillierre, aurait surtout été celui de la haute bourgeoisie. Il fait le lien entre le siècle de Louis XIV et le siècle des Lumières et mérite d’être redécouvert et de se voir attribuer la place qu’il mérite dans l’art français.
Il influence entre autres des peintres tels que Petrus Johannes van Reysschoot, un Flamand actif à Londres.

## Galerie

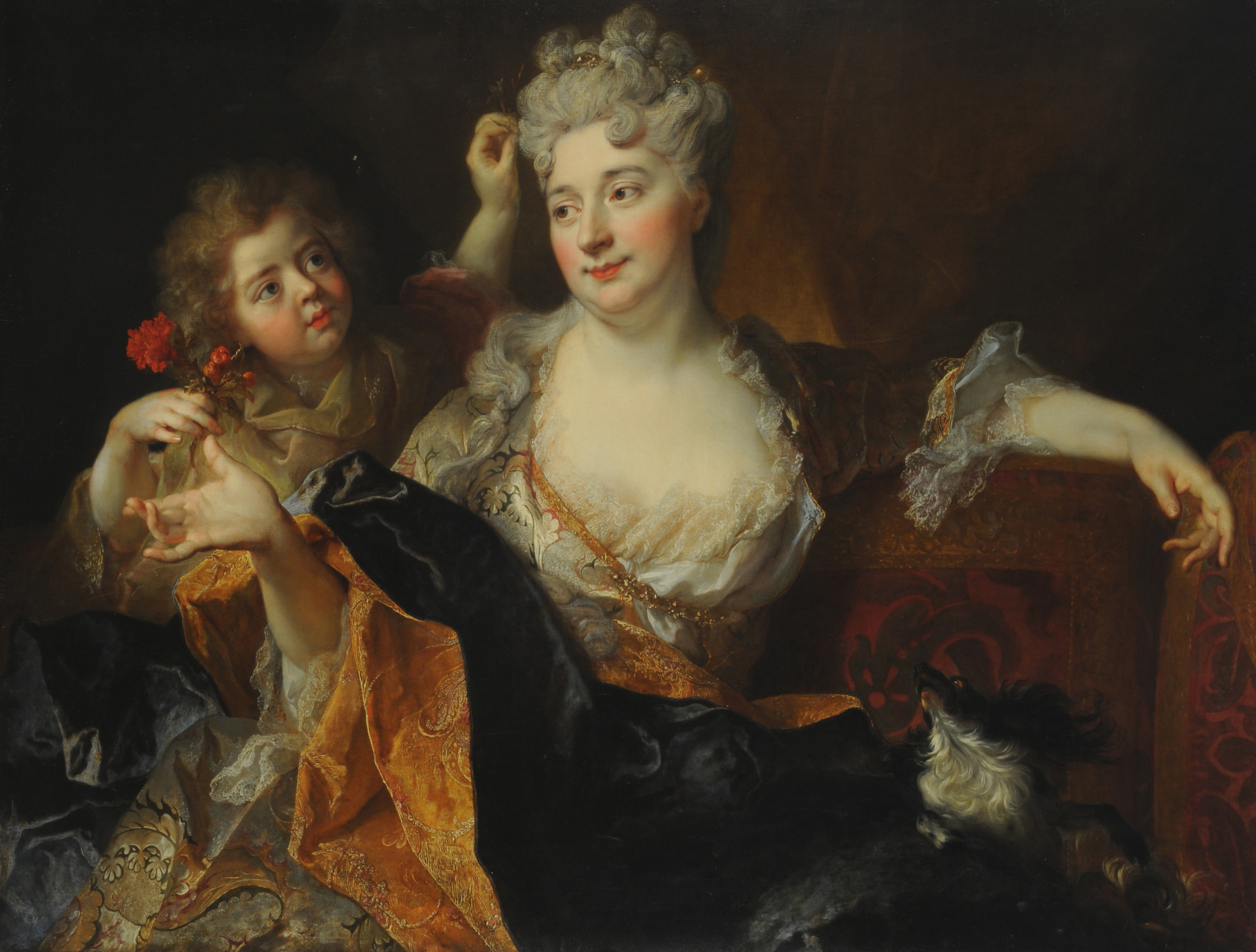
Marguerite-Elisabeth et son fils Nicolas, 1712 Musée national des beaux-arts d'Argentine.
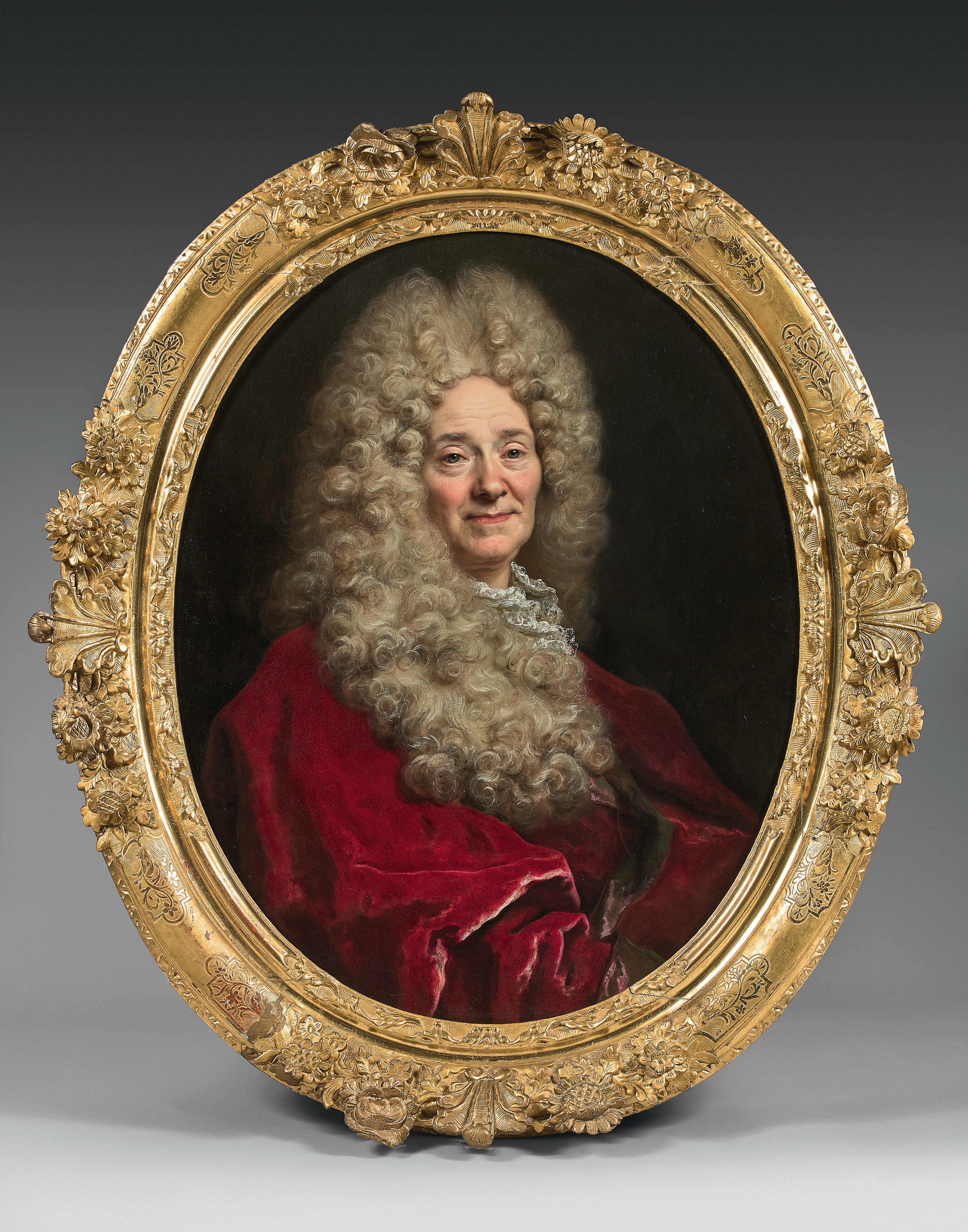
Portrait de Louis-Etienne Boullenois, 1705, Huile sur toile, (toile ovale): 80 × 62 cm, collection privée, Paris.
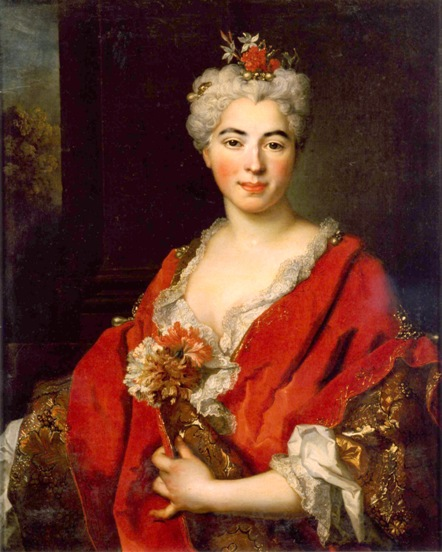
Marguerite de Largilliere, 1726 Palais des beaux-arts de Lille.
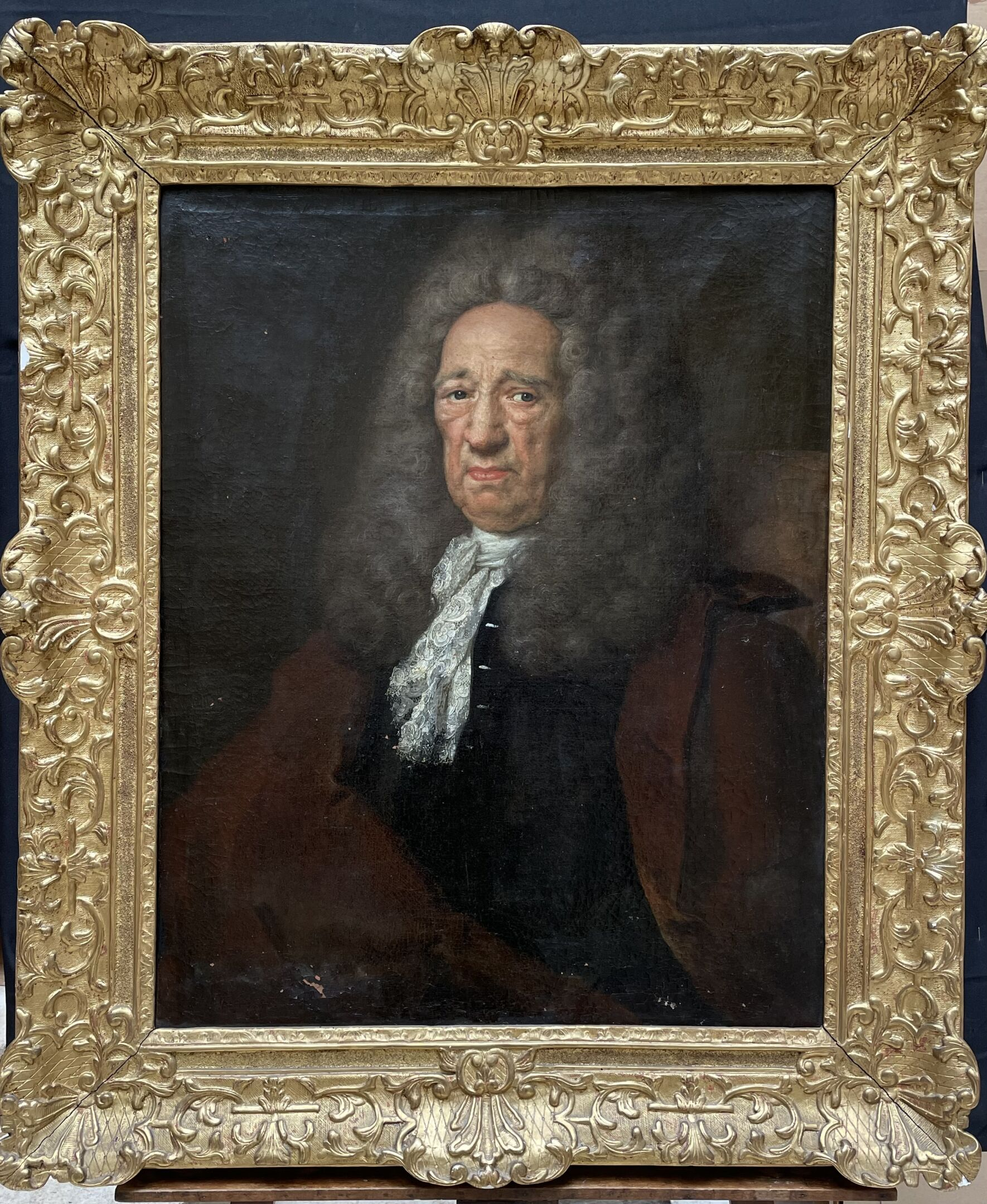
Portrait de monsieur Laurent agé de 92 ans, 1730, huile sur toile, 82 × 64,5 cm, collection privée, Paris.
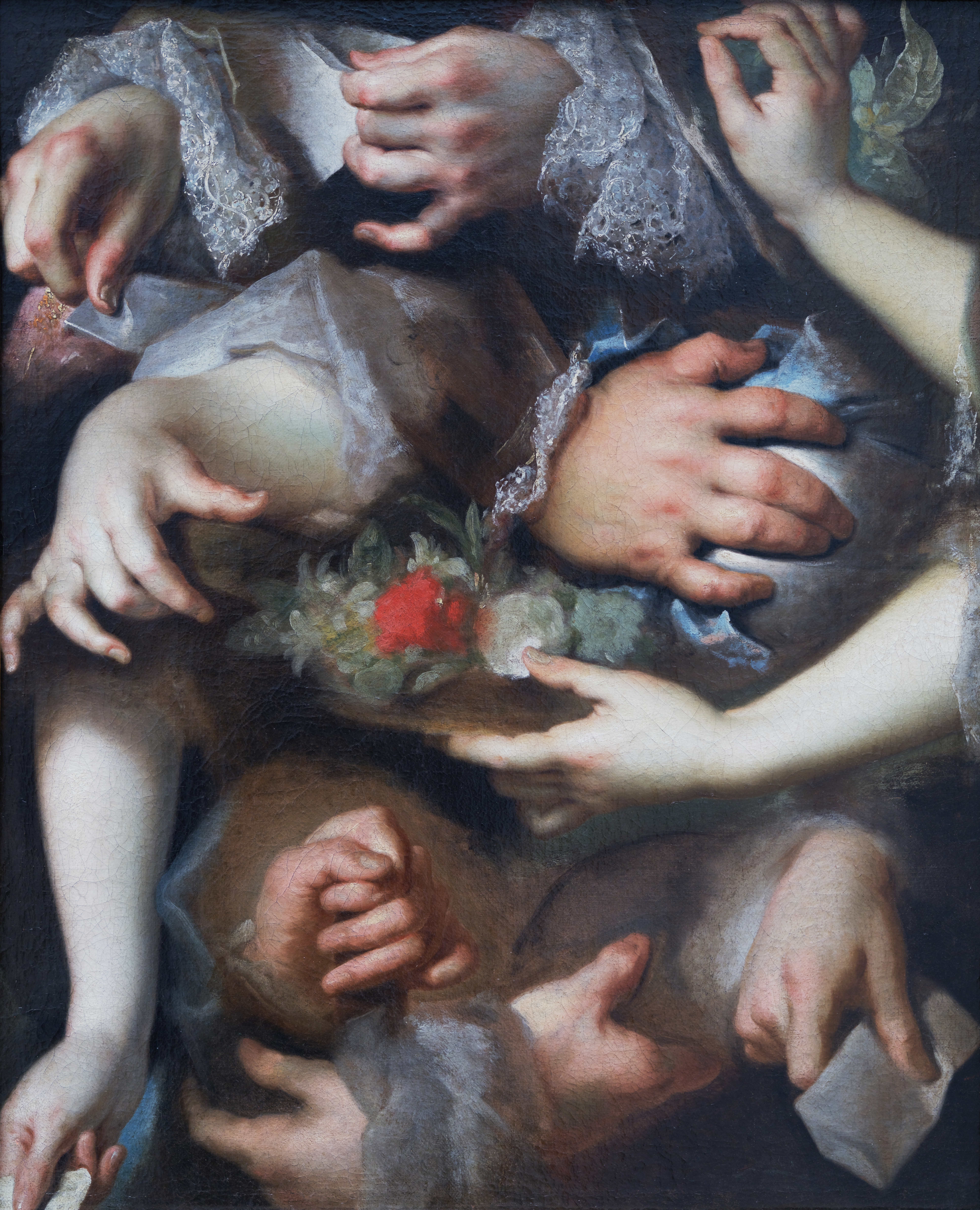
Études de mains (vers 1714), Paris, musée du Louvre.
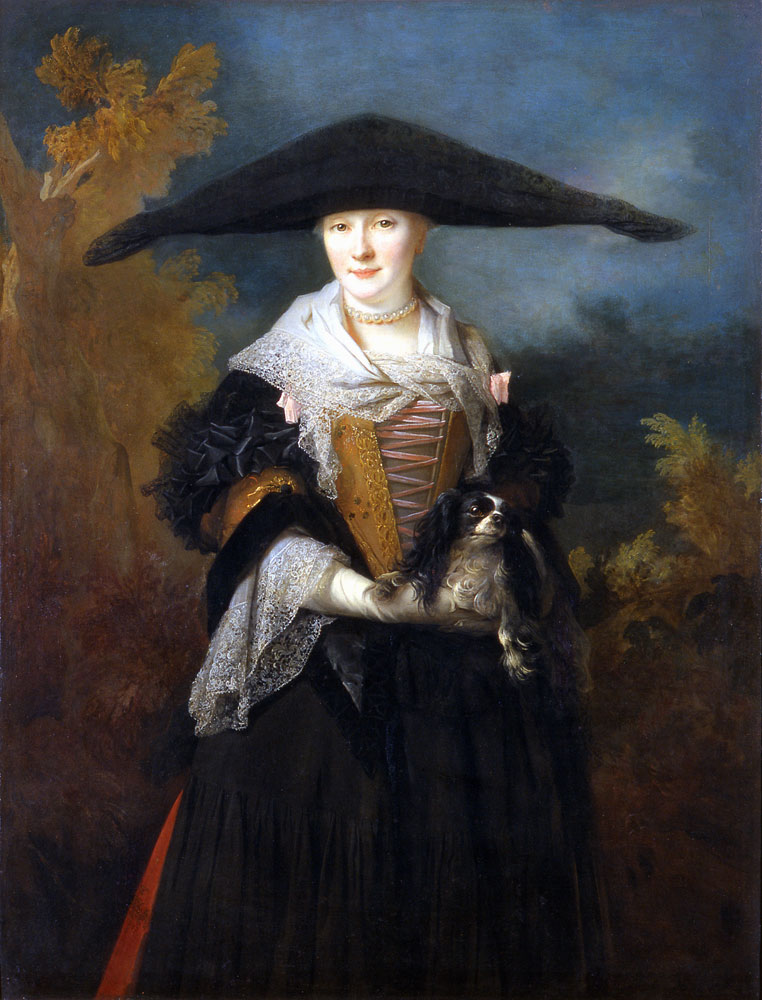
La Belle Strasbourgeoise, 1703, huile sur toile, Strasbourg, musée des beaux-arts
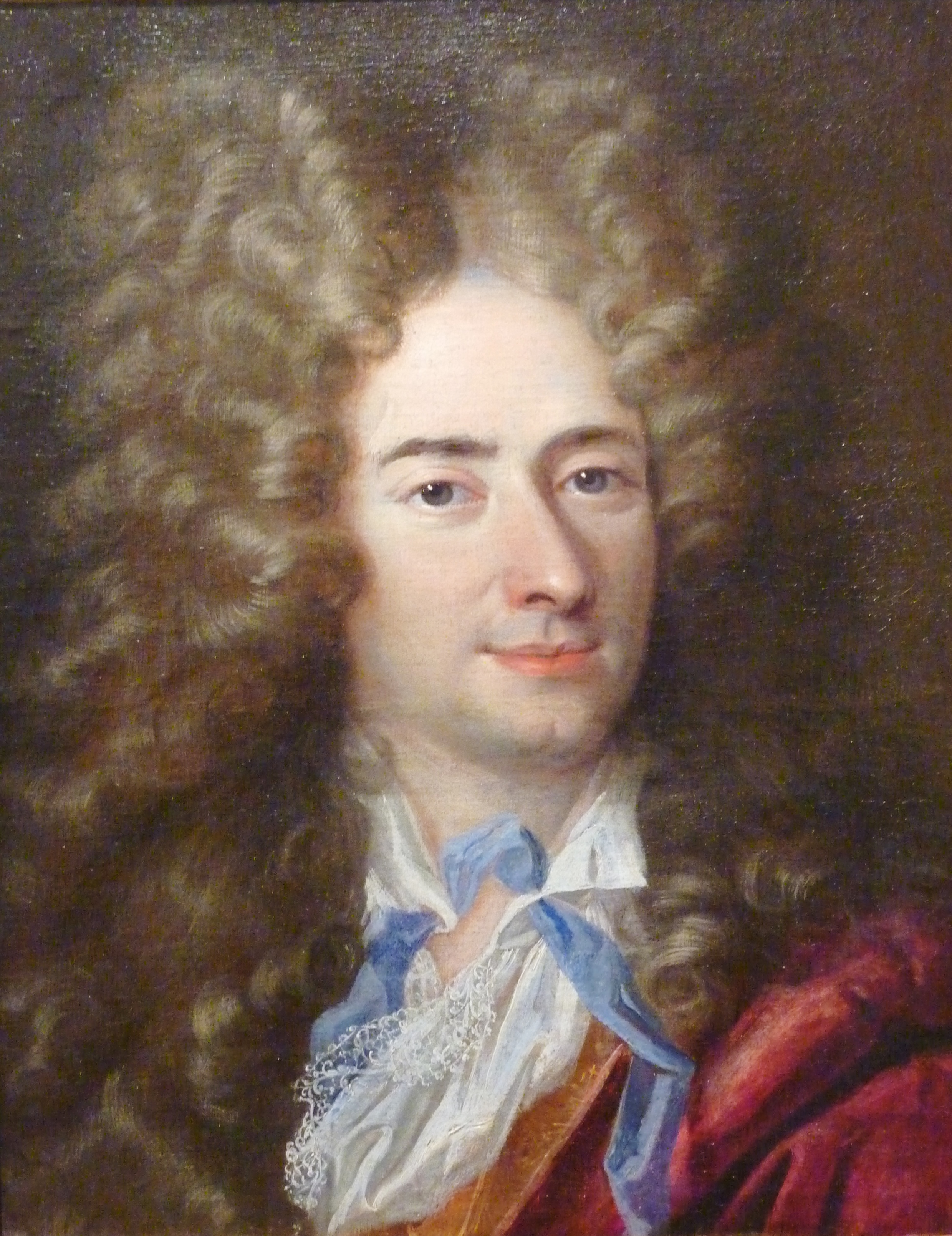
Portrait de La Bruyère (vers 1690), musée des beaux-arts de Quimper.
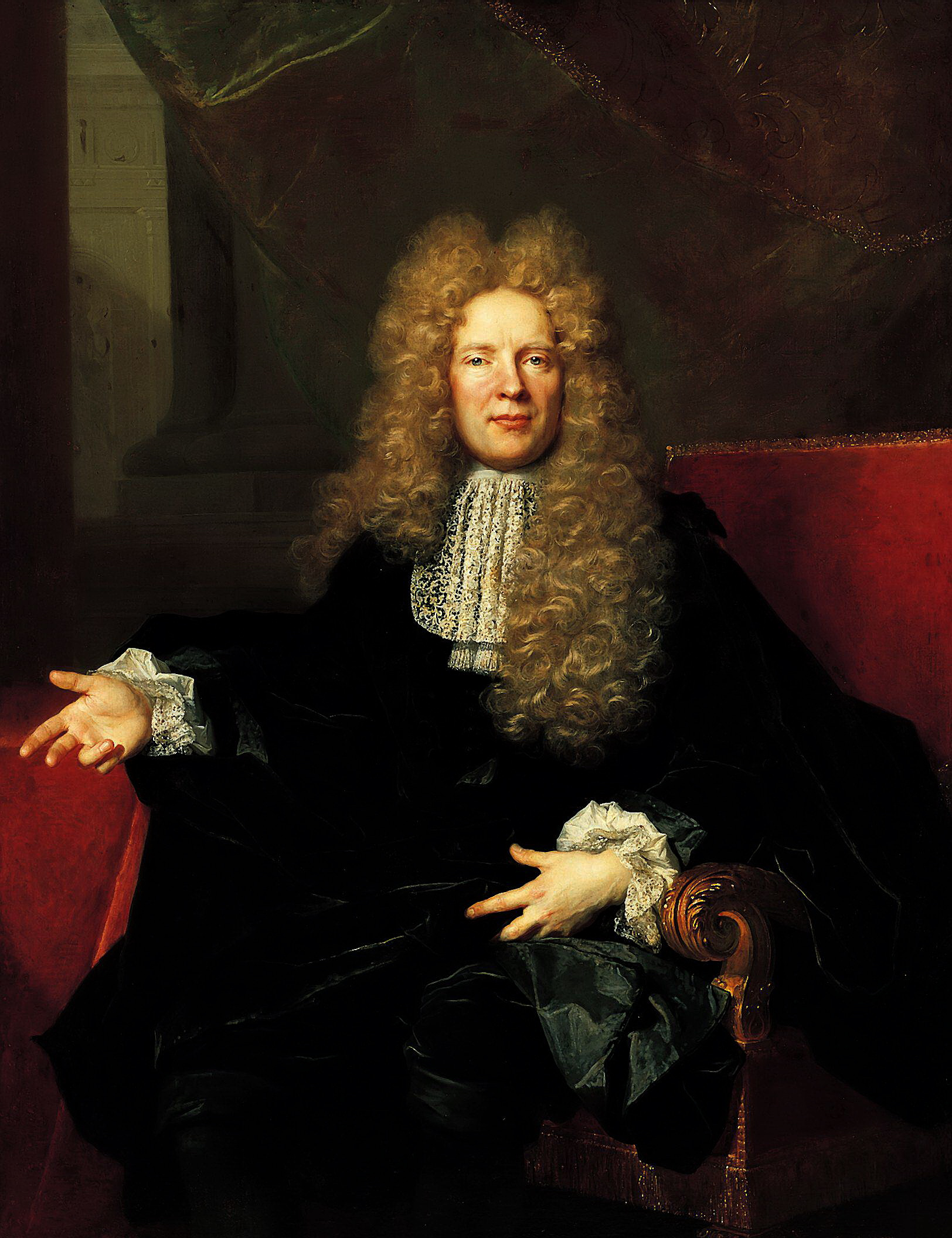
Portrait de Monsieur de Vermont (vers 1697), Pasadena, Norton Simon Museum.
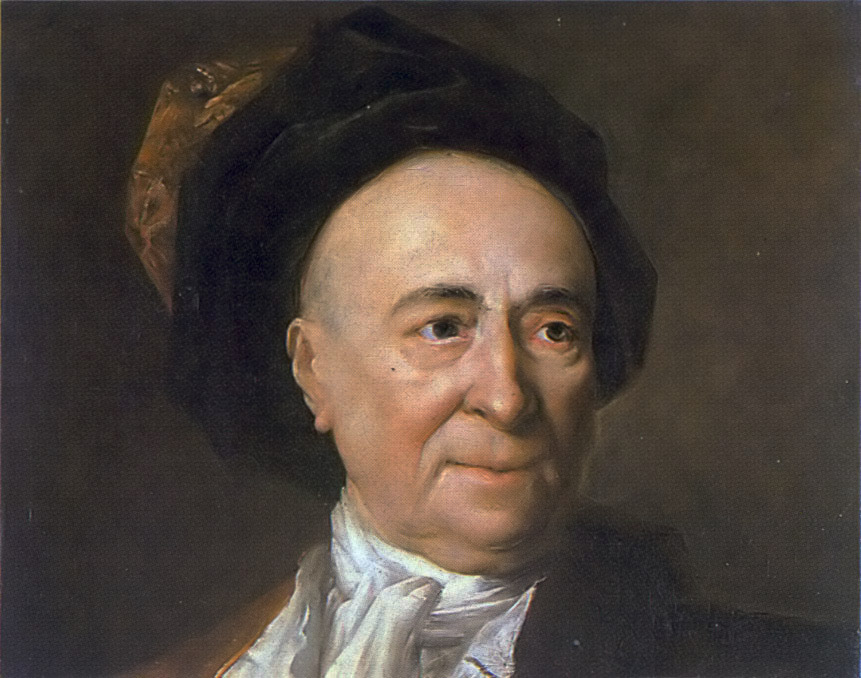
Portrait de Fontenelle, musée des Beaux-Arts de Chartres.
Portrait de Charles le Brun, 1686, huile sur toile, Paris, musée du Louvre

### Quelques œuvres dans les collections publiques
- Tableaux d'histoire, natures mortes et autres sujets :
  - Nature morte avec instrument de musique, 1695-1700, 79 × 87,3 cm, Quimper, musée des beaux-arts ;
  - Nature morte aux fruits, vers 1695-1700, huile sur toile, 77 × 97,5 cm, Amiens, Musée de Picardie
  - Perdrix rouge dans une niche, vers 1680-1685, huile sur toile, 71,5 × 58,5 cm, Paris, Petit Palais
  - Composition avec rideaux, paysage et animaux, fragment du décor de la maison de l’artiste, 1725-1730, huile sur toile, 261 × 251 cm[10]
- Portraits :
  - Portrait d'une femme en Diane, Alger, musée national des beaux-arts d'Alger ;
  - La Famille Stoppa[11], vers 1685, huile sur toile, 250 × 350 cm, Château-Thierry, musée de l'Hôtel-Dieu ;
  - Portrait de Charles Le Brun (1619-1690), premier peintre du roi Louis XIV (1686), pièce de réception à l'Académie royale de peinture et de sculpture, 1686, huile sur toile, 232 × 187 cm, musée du Louvre[J 1]
  - Portrait de La Bruyère (vers 1690), musée des beaux-arts de Quimper
  - Le Marquis de Rasilly, 1690, huile sur toile, 138 × 103 cm, Musée Jacquemart-André de Chaalis
  - La Belle Strasbourgeoise (vers 1703), musée des beaux-arts de Strasbourg ;
  - Portrait du Président Jean Bouhier (1704), huile sur toile,85 × 67 cm, Dijon, musée des beaux-arts de Dijon;
  - Autoportrait (1711), musée du château de Versailles[J 2] ;
  - Monsieur de Noirmont (vers 1690-1710), Lisbonne, Museu Nacional de Arte Antiga ;
  - Portrait de Jean-Baptiste Forest (1704), huile sur toile, 129 × 96 cm, palais des beaux-arts de Lille[J 3]
  - Portrait de Jean-Baptiste Rousseau, 1710, huile sur toile, 90 × 72 cm, Musée des Offices, Florence[12]
  - Mademoiselle Duclos de Châteauneuf (1712), Chantilly, musée Condé[J 4]
  - Portrait d'un magistrat et Portrait de son épouse, vers 1714-1715, huile sur toile, 80,5 x 64,7 cm, Amiens, Musée de Picardie ;
  - Études de mains, vers 1715, huile sur toile, 65 × 53 cm, Musée du Louvre[13]
  - La Princesse Palatine en Source, Chantilly, musée Condé[J 5] ;
  - Portrait présumé d'Anne-Thérèse de Marquenat de Courcelles, Chantilly, musée Condé[J 6] ;
  - Portrait d'un abbé de l'ordre des Feuillants, musée des beaux-arts de Bordeaux[14],[J 7] ;
  - Autoportrait, vers 1726-1729, huile sur toile, 81 x 63,5 cm, Montpellier, musée Fabre
  - Portrait de Marguerite de Sève et Portrait de Barthélemy-Jean-Claude Pupil (1729), Timken Museum of Art
  - Portrait de famille, vers 1730, huile sur toile, 149 × 200 cm, Paris, musée du Louvre[15]
  - Portrait de femme en buste, huile sur toile, 80 × 63 cm, Musée d'art de Toulon ;
  - Portrait de Monsieur Roze-Moussard, huile sur toile, 81 × 65 cm, Musée des beaux-arts de Tours[J 8] ;
  - Saint Jean le Baptiste, Musée d'art et d'histoire de Genève ;
  - Portrait de Jacques-Antoine Arlaud, Musée d'art et d'histoire de Genève[16] ;
  - Autoportrait, Musée cantonal des beaux-arts de Lausanne ;
  - Portrait de Jacques-Antoine Arlaud, Musée cantonal des beaux-arts de Lausanne ;
  - Portrait de jeune home en cuirasse, huile sur toile, 71 x 54 cm, dépôt du musée du Louvre, Gray (Haute-Saône), musée Baron-Martin ;
  - Portrait présumé de Mme Barthélémy de St Hilaire, 1709, Musée des Beaux-Arts et d'Archéologie Joseph-Déchelette, Roanne.
  - Portrait de Fontenelle, musée des Beaux-Arts de Chartres.
- Dessins :
  - Homme mordu par un serpent, assis dans la pose du Laocoon, pierre noire et craie sur papier brun, 0,530 x 0,410 m, Paris, Beaux-Arts de Paris[17],[18].

### Œuvres réapparues récemment sur le marché de l'art
Une version de "La Belle Strasbourgeoise", très proche de celle des Musées de Strasbourg, a été acquise le 15 septembre 2020 pour 1 570 000 euros.
Elle figurait dans la collection de l’industriel Paul-Louis Weiller dont une partie a été dispersée chez Christie’s à Paris . Réalisée en 1703, elle était estimée entre 600 000 et un million d’euros. En atteignant un total (frais inclus) de 1 570 000 euros, cette autre version de « La Belle Strasbourgeoise » a établi un record pour l’artiste en vente publique.

## Élèves
- Jean-Baptiste Oudry (1686-1755)

## Hommage
- Rue Largillière (16e arrondissement de Paris)[20].

### Monographies et catalogues d'expositions
- Dominique Brême, catalogue de l'exposition Nicolas de Largillierre. Peintre du Grand Siècle et de la Régence, présentée au musée Jacquemart-André en 2003-2004, Paris, éditions Phileas Fogg, 2003, 192 pages,  (ISBN 2-914498-12-8).
- Dominique Brême, Largillierre [sic], un géant retrouvé, Paris, Faton, coll. « L'Estampille-L'Objet d'art », 1998, 79 p. (OCLC 901188788)
- Marianne Delafond, De Le Brun à Vuillard : Catalogue d’exposition, Institut de France, 1995, 205 p., p. 30 — Le Marquis de Rasilly, 1690, huile sur toile, 138 × 103 cm, Musée Jacquemart-André de Chaalis.
- Myra Nan Rosenfeld, « Largillierre : portraitiste du XVIIIe siècle », catalogue de l'exposition, Montréal, Musée des beaux-arts de Montréal,‎ 1981.
- Georges Pascal, Largillierre, Paris, Les Beaux-Arts, coll. « L’Art français », 1928, viii, 156 p., 32 pl., portr. ; in-16 (OCLC 2082801, lire en ligne).

### Articles
- (en) Christophe Huchet de Quénetain et Moana Weil-Curiel, « An inventory of the art collection of Etienne-Nicolas Dutartre de Bourdonné, 1782 », The Burlington Magazine, vol. 162, no 1406 Art in France,‎ mai 2020, p. 388-403 (ISSN 2044-9925) — Saint Jean le Baptiste, Musée d'art et d'histoire de Genève.
- Christophe de Quénetain, Moana Weil-Curiel, "A ‘St John the Baptist’ by Nicolas de Largillière found.", The Burlington Magazine, août 2020, Vol. 162, nº 1409, Art in France, p. 645.
- (en) Christophe Huchet de Quénetain et Moana Weil-Curiel, « A ‘St John the Baptist’ by Nicolas de Largillière found », The Burlington Magazine, Paris, vol. 162, no 1409 Art in France,‎ août 2020, p. 645 (ISSN 2044-9925) — Saint Jean le Baptiste, Musée d'art et d'histoire de Genève.
- Gaston Brière, « Notes sur les tableaux de Largillierre commandés pour l’Hôtel-de-Ville de Paris », Bulletin de la Société de l'histoire de l'art français, Paris,‎ 1975, p. 1920) (ISSN 2711-6735)
- Georges de Lastic, « Rigaud, Largillierre et le tableau du prévôt et des échevins de la ville de Paris de 1689 », Bulletin de la Société de l'histoire de l'art français, Paris,‎ 1975, p. 147-156) (ISSN 2711-6735)
- Jean de Cayeux, « Rigaud et Largillierre, peintres de mains », Études d’art publiées par le musée national des Beaux-Arts d’Alger, Alger, vol. 6,‎ 1951
- Louis Dumont-Wilden, « Largillierre et Rigaud, disciples de Van Dyck », La Belgique Artistique et Littéraire, vol. 14,‎ 1909, p. 297-307 (ISSN 0776-541X)
- Honoré Gibert, « Dix portraits et dix neuf lettres de Rigaud et de Largillierre », Paris, Bulletin archéologique du Comité des travaux historiques et scientifiques, 1890, 276-317 p. (ISSN 0997-5322)

### Littérature ancienne
- Antoine Joseph Dezallier d'Argenville, « Abrégé de la vie des plus fameux peintres, avec leurs portraits gravés en taille-douce, les indications de leurs principaux ouvrages, Quelques réflexions sur leurs Caractères, et la manière de connoître les dessins des grands maîtres », vol. IV, Paris, De Bure, 1745
- Charles-Philippe de Chennevières-Pointel, Louis-Étienne Dussieux, Paul Mantz, Anatole de Montaiglon, Eudore Soulié, « Mémoires inédits sur la vie et les ouvrages des membres de l’Académie royale de peinture et de sculpture, publiés d’après les manuscrits conservés à l’école impériale des beaux-arts », vol. II, Paris, Société de l'histoire de l'art français, 1854

## Liens